# 李昌漢
李 昌漢（リ・チャンハン、朝鮮語: 리창한）は、朝鮮民主主義人民共和国の軍人、政治家。朝鮮人民軍部隊政治活動家、朝鮮労働党中央委員会委員。朝鮮人民軍における軍事称号（階級）は中将。

## 経歴
出生地や生年月日は不明。就任時期は不明であるが朝鮮人民軍部隊政治活動家に任命され、2009年3月9日に実施された最高人民会議第12期代議員選挙で代議員に選出された。2010年9月28日に開催された朝鮮労働党第3回党代表者会で朝鮮労働党中央委員会委員候補に選出され、2011年12月17日に金正日総書記が死去した際には、国家葬儀委員会委員に選ばれた。
2014年3月9日に実施された最高人民会議第13期代議員選挙で代議員に再選され、2016年5月9日に開催された朝鮮労働党第7次大会で朝鮮労働党中央委員会委員に選出された。2018年8月16日に金永春元帥が死去すると国家葬儀委員会委員に選ばれたが、以後の消息は不明。